# Nämdö församling
Nämdö församling var en församling i Stockholms stift och i Värmdö kommun i Stockholms län. Församlingen uppgick 2002 i Djurö, Möja och Nämdö församling.

## Administrativ historik
Församlingen bildades tidigt genom utbrytning ur Österhaninge församling.
Församlingen ingick till 15 augusti 1607 i Österhaninge pastorat för att därefter till 31 mars 1636 vara annexförsamling i pastoratet Ornö, Nämdö och Utö församling. Från 1 april 1636 till 1 maj 1923 annexförsamling i Österhaninge pastorat. Från 1 maj 1923 till 1 maj 1929 annexförsamling i pastoratet Dalarö, Ornö, Nämdö och Utö. Från 1 maj 1929 till 2002 annexförsamling i pastoratet Djurö och Nämdö som 1962 utökades med Möja församling Församlingen uppgick 2002 i Djurö, Möja och Nämdö församling.

## Kyrkor
- Nämdö kyrka